# 豆蚜
豆蚜（学名：Aphis craccivora）为常蚜科蚜屬下的一个种。